# Báni dénár
Báni dénárnak vagy szlavón dénárnak (latinul: denarius banalis, horvátul: banovac vagy banica) a szlavón bán által 1217 óta Zágrábban veretett ezüstpénzeket nevezték. Mintájául a magyar királyi és a friesachi dénárok szolgáltak.
A báni pénzverés elindításának körülményei vitatottak. Lehet, hogy Gutkeled István veretett először ezüstdénárokat 1235 körül, majd erre IV. Béla királytól 1255-ben engedélyt is kapott. Innentől fogva a szlavón bánok egy évszázadon át verettek dénárokat. Az éremverdét először 1256-ban Pakrácon állították fel (IV. Béla nyilvántartásaiban camera de Puchruch néven említik), majd 1260-ban Zágrábba költöztették (az itt vert érmék neve denarius zagrabiensis). Az éremkép az évek során alig változott: az előoldalon két csillag között szaladó menyét, (felirata: „MONETA REGIS P(ro) SCLAVNIA”); a hátoldalon kettőskereszt és két szembenéző koronás férfifej látható. Az érméket mindvégig közel állandó értéken verték, átlagosan 0,94 g súllyal és 0,91 g körüli színezüsttartalommal (nem érintette a kamara haszna, ezért pótadót vetettek ki), igényes kivitelűek voltak, így használatuk elterjedt Stájerországtól Erdélyig, sőt még azon is túl, így nem kizárt, hogy a román ban pénznév is innen ered.
A báni pénzverést I. Lajos magyar király szüntette meg 1364-ben, Mária királynő pedig 1384-ben elrendelte, hogy a zágrábi verdében királyi pénzeket kell verni.